# Microhyla butleri
Microhyla butleri és una espècie de granota que viu a Cambodja, Xina, Laos, Malàisia, Myanmar, Singapur, Taiwan, Tailàndia i el Vietnam.